# Gonzalo Gómez (pintor)

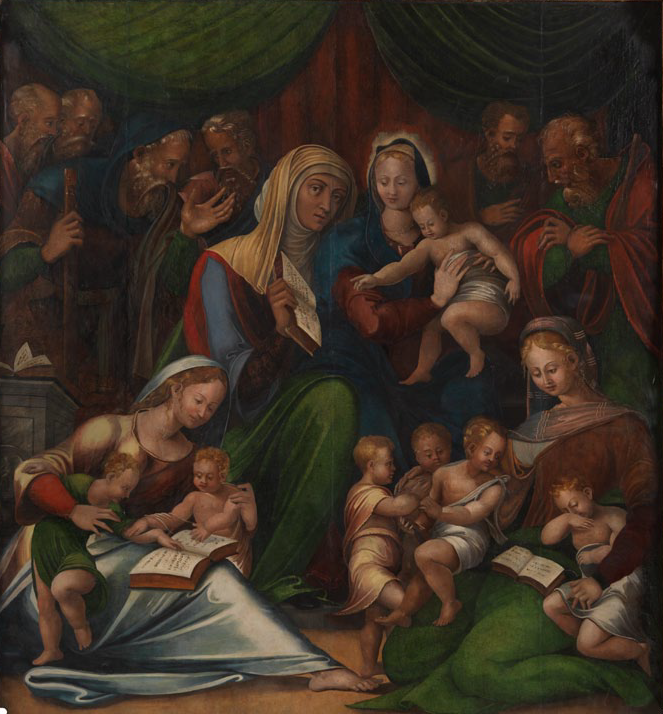
Santa parentela, tabla central del retablo de la Sacra Conversación, 148 x 136 cm, Cuenca, Palacio Episcopal.

Gonzalo Gómez (Cuenca, c. 1531-1585) fue un pintor renacentista español, hijo de Martín Gómez el Viejo y padre de los también pintores Juan Gómez y Martín Gómez el Joven.

## Biografía
En 1552 contrajo matrimonio con Lucía de Moya. No obstante aún trabajaría durante algunos años en el taller paterno y probablemente hasta la muerte de este, pues los primeros trabajos documentados, retablos de Albaladejo del Cuende (1558), Villar del Águila, Alcocer y Millana (Guadalajara) (1562), obligan a ambos. En 1562, año de la muerte de Martín Gómez el Viejo, se hizo cargo de las puertas del retablo mayor de la catedral de Cuenca, para la que en años sucesivos realizó algunos trabajos menores, como la pintura y dorado de los cuellos de los gigantes para las procesiones del Corpus.
En solitario o con otros artistas, como el entallador Francisco de Villanueva, el pintor Juan de Ortega o el escultor Giraldo de Flugo, contrató retablos en Lagunaseca y Masegosa (1563), iglesia de Santa María de Alarcón (1564), Sisante (1565), iglesia de Santa María de Requena (1569), monasterio de San Francisco de Albacete (1572), y de San Quirico y Santa Julita para una ermita de Torralba (1577). A partir de 1579 son sus hijos Juan y Martín quienes colaboran con él en obras como los retablos de la iglesia de la Trinidad de Alarcón, contratados en 1582.
Lamentablemente, ninguna de las numerosas obras documentadas se ha conservado a excepción, quizá, del retablo mayor de Villar del Águila en el que pudo colaborar con su padre, aunque la documentación al respecto es confusa. Esas pinturas permiten identificar el estilo de Gonzalo, basado sustancialmente en el paterno aunque con recuerdos rafaelescos más avanzados, como se advierten en el retablo de la Santa parentela del Palacio Episcopal de Cuenca, en el que el grupo de la Virgen con el Niño tiene como modelo el mismo grupo en la Virgen del pez del maestro de Urbino, ahora en el Museo del Prado.